# 朴東鎮
朴 東鎭（パク・トンジン、박동진、1922年10月11日 - 2013年11月11日）は、大韓民国の外交官、国会議員。民主正義党に所属した。本貫は密陽朴氏。

## 生涯
大邱府出身。大邱高等普通学校と日本の中央大学を卒業。
総理秘書、大統領秘書を経て、1951年に外務部に入省。儀典局長、駐イギリス参事官、外務部次官、駐ベトナム大使、駐ブラジル大使、駐ジュネーブ大使、国連大使、外務部長官（1975年-1980年）、国会議員（1981年-1985年）、国土統一院長官（1985年-1986年）、駐アメリカ大使（1988年-1991年）、韓国電力公社理事長、韓国外交協会会長を務めた。
2013年11月11日、京畿道龍仁市の病院にて老衰により死去。91歳没。

## 家族
小説家・法学者・新民党元党首の兪鎮午は岳父、歴史学者の韓洪九は妻の甥である。

## 参考資料
- 《大韓民国議定総覧》、国会議員総覧出版委員会、1994年
- 박동진 - 大韓民国憲政会
- 外交通商部